# Not of This Earth (1988)
Not of This Earth is een film uit 1988 van regisseur Jim Wynorski. De vrouwelijke hoofdrol wordt gespeeld door Traci Lords.

## Verhaal
De stad Los Angeles wordt geteisterd door een buitenaards wezen in de gedaante van een normaal uitziende man van 40-50 jaar. Hij voedt zich met mensenbloed, en maakt daarvoor veel slachtoffers. Verpleegster Nadine Story speelt een hoofdrol in zijn ontmaskering.

## Karakteristiek
'Not of this earth' is een goedkoop gemaakte Amerikaanse B-film met een onderhoudend verhaal, bestemd voor de video- en dvd-markt. Zijn voornaamste attractie is Traci Lords, voorheen Amerika's grootste pornoactrice.

## Filmgeschiedenis
'Not of this earth' is Traci's eerste mainstream-film. Haar talloze fans, die in 1988 in spanning afwachtten of zij ook buiten porno kon slagen, werden door een Amerikaanse recensent gerustgesteld met de woorden "The answer is yes. She can act". Het komt zelden voor dat een acteur/actrice zowel in porno als in mainstream een reputatie opbouwt.

## Rolverdeling
| Acteur            | Personage           |
| ----------------- | ------------------- |
| Traci Lords       | Nadine Story        |
| Arthur Roberts    | Mr. Johnson         |
| Lenny Juliano     | Jeremy              |
| Ace Mask          | Dr. Rochelle        |
| Roger Lodge       | Harry               |
| Kelli Maroney     | Verpleegster Oxford |
| Rebecca Perle     | Davanna meisje      |
| Monique Gabrielle | Agnes               |
| Becky LeBeau      | Verjaardagsmeisje   |
| Roxanne Kernohan  | Hoertje #1          |
| Ava Cadell        | Hoertje #2          |
| Cynthia Thompson  | Hoertje #3          |